# Рат-Вег, Иштван
Иштван Рат-Вег (венг. Ráth-Végh István; 23 ноября 1870, Будапешт — 18 декабря 1959, там же) — венгерский юрист и писатель, историк культуры. Наиболее известен своими собраниями курьёзов («История человеческой глупости» и другие).
Среди других произведений Рат-Вега — рассказ «Венгерский Диоген из Парижа», описывающий судьбу Ментелли.

## Семья
Иштван родился в семье Кароя (Кароля) Рата и Гизеллы Вег. Отец Кароль Рат был организатором промышленности, политиком, королевским советником.
Братьями отца были:
- Рат, Мор[венг.] — книготорговец и издатель, участник венгерской революции 1848 года.
- Рат, Дьёрдь[венг.] — адвокат, автор книг по истории права, а также известный коллекционер произведений искусства, коллекция которого сегодня в его бывшем доме является музеем (Музей Дьёрдя Рата[венг.]), автор книг по истории искусства.

По материнской линии Иштван был потомком семьи Вег. Поскольку мужская линия семьи Вег пресеклась, император Австро-Венгрии Франц Иосиф I даровал Иштвану в 1909 году право преемственности благородной семьи Вег, в связи с чем фамилия Иштвана стала двойной — Рат-Вег.
23 июля 1927 в Будапеште (в IV районе) Иштван женился на скрипачке и музыкальном педагоге Марии Циперновской. В 1970 году, к столетию писателя, она опубликовала о нём книгу «История моего мужа» (венг. Férjem története).

## Биография
Как и дядя, Иштван получил юридическое образование и стал юристом. Он окончил юридический факультет Будапештского университета и получил степень доктора. Был принят в члены будапештской судебной коллегии. В 1913 году стал ювенальным судьёй, с 1921 по 1934 год работал адвокатом и специализировался по уголовным делам, но в остальном посвятил всю свою жизнь собиранию различных курьёзов и интересных фактов.
Работал в венгерском юридическом журнале «Вестник законов». Постоянный член венгерского научного общества «Урания», созданного для продвижения науки. Скорее всего, с помощью или под редакцией Кароя Гречака опубликовал компилятивный Codex Hungaricus.
Начав со скомпилированных юридических текстов, в последние десятилетия своей жизни он стал писателем. Его опубликованные книги по истории культуры, написанные в сатирико-юмористическом тоне, приобрели популярность среди широкой общественности. Начав с коротких рассказов, потом уже он писал и романы.

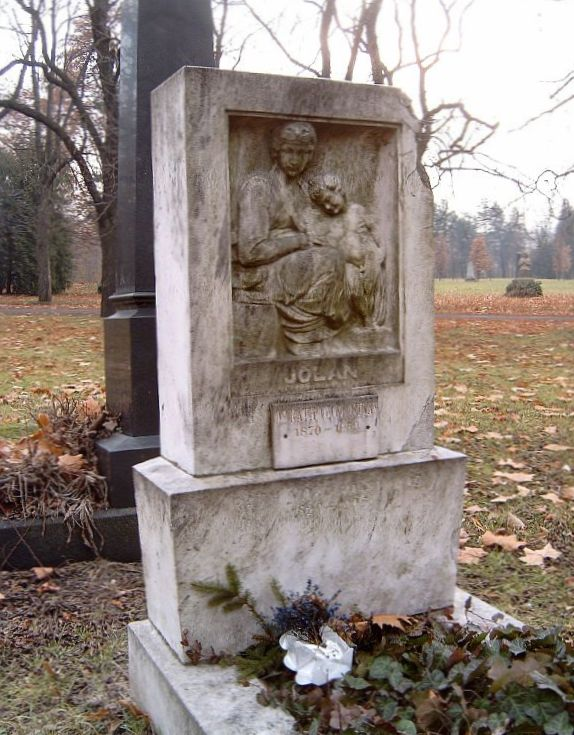
Могила Иштвана Рат-Вега и Мора Рата на будапештском кладбище Керепеши (квартал 29/1-1-29)